# Ariel (série télévisée d'animation)
Pour les articles homonymes, voir Ariel.
La Petite Sirène
Ariel (Disney Jr.'s Ariel) est une série télévisée d'animation américaine produite par Wild Canary Animation (en) en 20 épisodes de 22 minutes (11 minutes par segment), diffusée sur Disney Junior depuis le 27 juin 2024. La série est inspirée de « La Petite Sirène » de Hans Christian Andersen, du film d'animation du même nom de 1989 de Walt Disney Animation Studios et du remake live-action de 2023.

## Synopsis
Ariel grandit avec ses amis dans le royaume sous-marin d'Atlantica. Alors qu'elle participe à un camp de magie dirigé par sa « tante Ursula », Ariel se lance dans de nombreuses aventures, découvre son environnement inspiré des Caraïbes et inspire les autres avec sa voix.

## Personnages

### Personnages du film réutilisé dans la série
- Ariel est une princesse sirène de 8 ans du royaume sous-marin Atlantica.
- Polochon est un poisson, qui est le meilleur ami d'Ariel et qui l'accompagne tout au long de ses aventures, même s'il est parfois peureux.
- Le Roi Triton est le père d'Ariel, le frère d'Ursula et le roi d'Atlantica. Enfant, il avait le surnom de Tri-Tri.
- Ursula, une sorcière des mers, sœur de Triton et tante d'Ariel. Contrairement aux films, Ursula n'est pas antagoniste et a été surnommée « Tauntie » par Ariel.
- Sébastien est un crabe qui conseille le Roi, est musicien à la cour, et fait office à la fois de nurse et de chaperon pour Ariel.

### Personnages uniques de la série
- Lucia est l'amie d'Ariel.
- Fernie est l'ami d'Ariel.
- Ayanna est la sœur jumelle d'Alanna et la sœur aînée d'Ariel.
- Alanna est la sœur jumelle d'Ayanna et la sœur aînée d'Ariel.
- Ebb et Flo, les murènes de compagnie d'Ursula.
- Ravi
- Hermès
- Cristina Cuttles
- Clamila
- Delfino
- Navi
- Bembé
- Tata Chantale
- Aquatica

## Distribution

### Personnages principaux
- Mykal-Michelle Harris (VF : Lévanah Solomon) : Ariel
- Gracen Newton (VF : Lana Ropion) : Polochon
- Taye Diggs (VF : Daniel Njo Lobé) : roi Triton
- Amber Riley (VF : Magali Bonfils) : Ursula
- Elizabeth Phoenix Caro (VF : Jaynélia Coadou) : Lucia
- Cruz Flateau (VF : Enzo Ratsito) : Fernie

### Personnages récurrents
- Kevin Michael Richardson (VF : Jean-Michel Vaubien) : Sébastien
- Parvesh Cheena (en) (VF : Yoann Sover) : Ravi
- Dana Heath (VF : Bianca Tomassian) : Ayanna
- Jessica Mikayla (VF : Clara Soares) : Alanna
- Gary Anthony Williams (VF : Alexis Tomassian) : Hermès
- Alanna Ubach : Cristina Cuttles
- Ron Funches : Delfino
- Amari McCoy (VF : Clara Quilichini) : Jewels
- Somali Rose : Clamila
- Melissa Villaseñor (en) : Navi
- Danni Washington (en) (VF : Aurélie Konaté) : Tata Chantal
- Madelyn Skyler Tee : Bembé
- Yvette Nicole Brown : Aquatica

### Invités
- Jeff Bennett (VF : Bernard Alane) : Duc de Poisson-clown

## Épisodes

### Histoires de Sirènes (courts métrages, 2024)
1. « La queue d'Ariel »
2. « Le jeu silencieux »
3. « Puzzle du Palais »
4. « Visite du palais d'Ariel »
5. « Le Smoothie de l'Amitié »
6. « Une urgence mode »
7. « Habille-toi, gâche-toi »
8. « Petit déjeuner magique »
9. « Le poisson trompette idiot »
10. « Hoquet devenu fou »

### Première saison (2024)
1. « Journée d'Atlantica » / « L’esprit d’un gagnant »
2. « Le camp magique d'Ursula » / « Le carnet de Fernie »
3. « L'affaire de la caverne de cristal » / « Un moment phare »
4. « La soirée pyjama sans fin »	/ « Dîner père-fille »
5. « Copier le poisson-chat » / « Joyeuse journée des crabes »
6. « Shake-up au smoothie » / « Journée photo de famille »
7. « La baby-sitter des seiches » / « Flounder le chef »
8. « L'équipe propre » / « Se taire »
9. « Le Dauphin Chantant » / « Le joyeux applaudissement de Patty »
10. « Ravi et Navi » / « Chef Flet »
11. « Le brave petit gobie » / « Le petit Triton »
12. « Le conte de la grande sirène d'Ariel » / « Rémy, l'invité »
13. « La Sirène »	/ « Remplaçant Sébastien »
14. « Le monstre du cerf-volant »	/ « Le tour du miroir effrayant »
15. « Le Dra Konfó de Fernie » / « Lucie, Lucie, Lucie! »
16. « Le requin-chien perdu »	/ « Scouts Nageurs »
17. « Journée d'aventure père-fille » / « Grottes marines arc-en-ciel »
18. « Lettre de Noël de Flounder » / « Problème avec la boîte à jouets des fêtes »
19. « Le grand spectacle des jardins » / « La mer renifle »
20. « Éblouissement »	/ « Le flotteur de Fernie »

## Voix françaises
Version française
- Société de doublage : Dubbing Brothers
- Direction artistique : Patricia Legrand
- Adaptation des dialogues : Rachel Campard
- Direction artistique chansons : Quentin Bachelet
- Adaptation des chansons : Yanis Naïm
- Générique interprété par Lévanah Solomon